# داندی (ویسکانسین)
داندی (به انگلیسی: Dundee) یک منطقهٔ مسکونی در ایالات متحده آمریکا است که در شهرستان فوند دو لک، ویسکانسین واقع شده‌است. داندی ۳۷۴٫۹۱ متر بالاتر از سطح دریا واقع شده‌است.